# Mostri che abbiamo incontrato
Mostri che abbiamo incontrato (Monsters We Met) è una serie televisiva della BBC che è andata in onda su Animal Planet nel 2003 (con il titolo, La terra perduta dei Mostri), che spiega quando i nostri antenati hanno incontrato numerose creature mostruose e terre sconosciute e pericolose che misero a dura prova le loro capacità di sopravvivenza. In questa serie i nostri antenati erano sia cacciatori che prede.

## Episodi

### 1- La Frontiera Eterna
- Nord America, Alaska

- 11.000 anni fa, Pleistocene

Mentre il mondo era ancora ricoperto dai ghiacci dell'ultima era glaciale, i nostri antenati lasciarono la Siberia ed attraversando il Ponte di Bering ed arrivarono nelle terre selvagge del Nord America. Una volta arrivati in questa nuova terra incontrarono dei mammiferi a loro familiari , come il Mammut Lanoso e il Bisonte delle Steppe, ma anche delle nuove meraviglie. Poi successivamente scoprirono che il Nord America era l'unico continente dove se la dovevano vedere faccia a faccia con i felini dai denti a sciabola, come lo Smilodonte, Bradipi giganti ed il massiccio Arctodo        . Ma poi il clima cominciò a riscaldarsi e il ghiaccio si sciolse, e tutte queste meraviglie scomparvero. Cosa o chi fu responsabile della loro morte?         Animali Comparsi:
- Mammut Lanoso
- Mastodonte Americano
- Camelops
- Bisonte delle Steppe
- Megalonyx
- Cavallo di Hagerman
- Cavallo Selvaggio
- Bisonte Americano
- Bue Muschiato
- Caribù
- Saiga
- Ghiottone
- Ovis Dalli
- Lupo Grigio
- Smilodonte
- Homoterio
- Leone Americano
- Miracinonyx
- Arctodo
- Orso Bruno
- Condor delle Ande
- Condor della California
- Corvo

Nota: Questo episodio ha utilizzato la maggior parte dei mammiferi estinti di Nuovo Mondo Selvaggio

### 2 - Il Fuoco
- Australia

- 65.000 anni fa, Pleistocene

Alcuni dei nostri antenati arrivarono nel Sud-est Asiatico, già 90.000 anni fa. Poi dai 68,000-65,000 anni fa, accadde un evento straordinario qualcuno dei nostri antenati scoprì l'Australia. Gli antenati degli aborigeni fecero un viaggio in mare e poi arrivarono su questa nuova terra piena di siccità e incendi, con una fauna unica dominata da marsupiali, rettili e uccelli giganti come il Diprotodonte, il Canguro Rosso e l'Ornitorinco. In quello stesso luogo prima della comparsa degli Emù e dei Casuari un uccello gigante predatore chiamato Genyornis assieme Thylacoleo e la gigantesca lucertola squartatrice,ovvero il Megalania,dominavano incontrastati su questa terra. Animali Comparsi:
- Canguro Rosso
- Diprotodonte
- Ornitorinco
- Thylacoleo
- Genyornis
- Emù
- Casuario
- Megalania
- Coccodrillo Marino
- Varanus Giganteus
- Clamidosauro
- Pappagallo
- Pseudonaja
- Formica

### 3 - La Fine di Eden
- Nuova Zelanda

- 850 anni fa, Pleistocene

La Nuova Zelanda è stato l'ultimo continente ad essere stato scoperto e colonizzato dai nostri antenati. A soli 850 anni fa, la gente dei polinesiani arrivò in questa terra non abitata dai mammiferi ma da uccelli enormi come il Moa e l'Aquila di Haast la più grande aquila che il mondo abbia mai avuto. Ma nel giro di 100-400 anni, questi due uccelli e più di 20 altre specie scomparvero. E stato l'uomo a fare tutto questo?                                                                                                           Animali Comparsi:
- Moa
- Aquila di Haast
- Tursiope
- Capodoglio
- Leone Marino della Nuova Zelanda
- Gabbiano
- Calyptorhynchus banksii
- Pinguino delle Snares
- Strigops habroptila
- Weta
- Kiwi
- Tuatara
- Ratto polinesiano
- Cane
- Rinoceronte di Sumatra
- Ratto

Nota: Questo episodio ha utilizzato alcune scene dei 2 episodi precedenti, con Walking with Cavemen, I predatori della Preistoria e Nuovo Mondo Selvaggio.